# Brady Skjei
Brady Skjei (Lakeville, Minnesota, 26 de marzo de 1994), apodado Skjeisy, es un jugador profesional estadounidense de hockey sobre hielo que se desempeña en la posición de defensor izquierdo en Carolina Hurricanes, equipo de la National Hockey League (NHL).

## Carrera
Fue seleccionado en la primera ronda en la NHL Entry Draft de 2012. En 2015 hizo su debut profesional con el equipo New York Rangers, en el cual jugó cinco temporadas (2015-2019), después pasó a Carolina Hurricanes, donde lleva jugando cinco temporadas.